# أليغرا غودمان
أليغرا غودمان (بالإنجليزية: Allegra Goodman) (1967، بروكلين في الولايات المتحدة)؛ كاتِبة وروائية أمريكية.